# زرفت
زرفت یک روستا در استان خراسان جنوبی ایران است که در شهرستان بشرویه واقع شده‌است. زرفت ۲۲ نفر جمعیت دارد.